# Bazeen

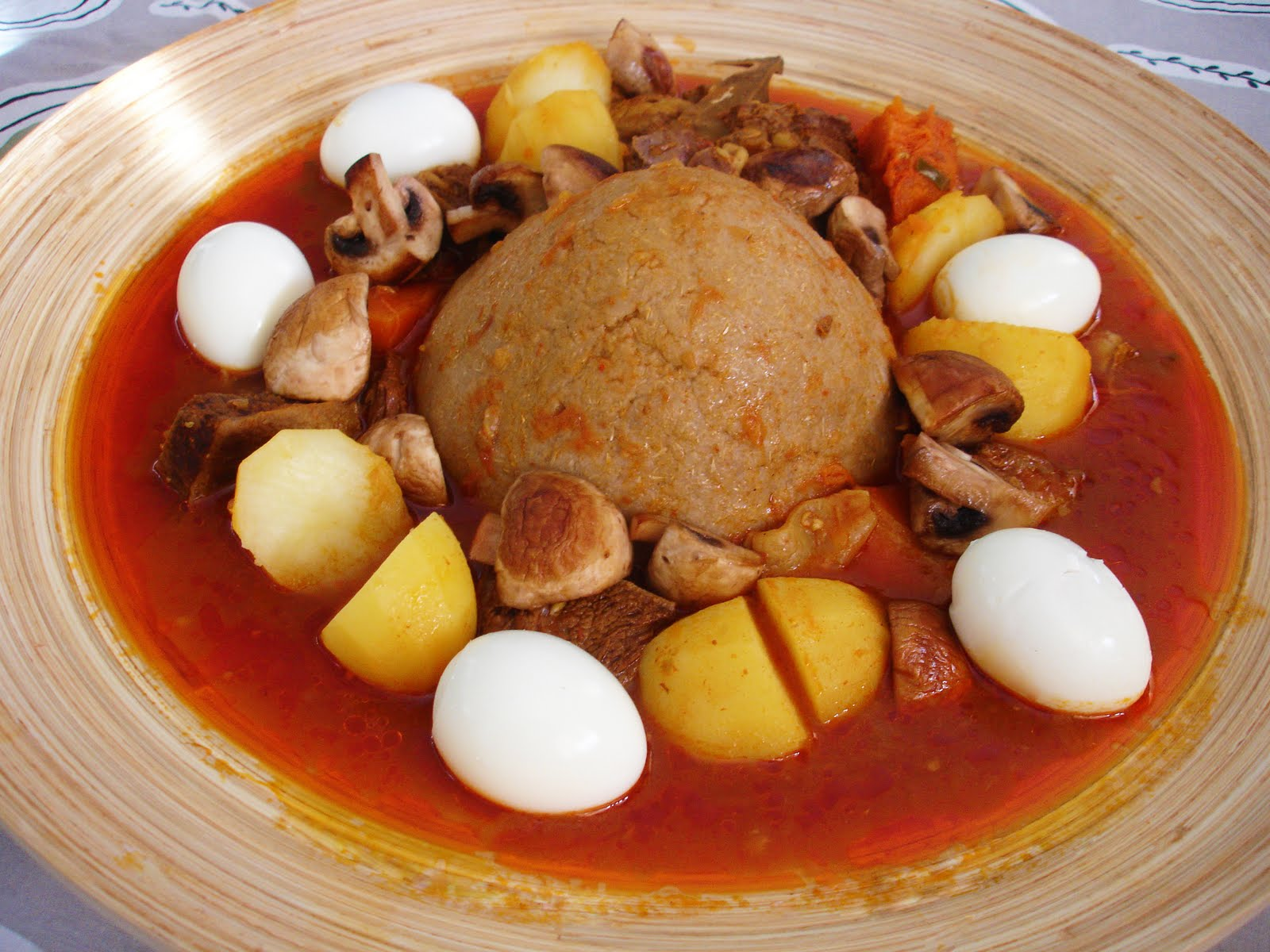
Bazeen.

Le bazeen ou bazin, francisé 'bazine' est un plat libyen formé d'une pâte d'orge autour de laquelle sont placés une sauce aux épices, de l'agneau et des oignons,. Il ressemble à l’assida yéménite. Le bazin a été décrit comme un plat traditionnel et comme un plat national de la Libye.
préparé avec de l'orge, de l'eau et du sel. Le bazin est préparé en faisant bouillir de la farine d'orge dans de l'eau, puis en la battant pour créer une pâte à l'aide d'un magraf, qui est un bâton unique conçu à cet effet. La pâte peut ensuite être placée dans une casserole et laissée durcir, après quoi elle est cuite au four ou à la vapeur. Le sel contribue à la dureté du bazin. Le bazin peut avoir une texture pâteuse et durcie. Il peut également être préparé en utilisant de la farine de blé entier, de l'huile d'olive et du poivre comme ingrédients.